# Ronja, filha de ladrão
Ronja, filha de ladrão é um livro para crianças de Astrid Lindgren, publicado em 1981 com o título "Ronja Rövardotter" na Suécia. As ilustrações originais são de Ilon Wikland. O livro foi traduzido para várias idiomas e tem sucesso internacional.

## Conteúdo
Ronja é a filha do chefe de bandidos Mattis e de Lovis, sua esposa. Ela cresce na Fortaleza de Mattis, em sueco Mattisborgen. A "fortaleza" é um castelo abandonado, cortado ao meio por um raio que caiu no dia em que Ronja nasceu. Depois da tempestade, a outra parte do castelo fica ocupada pelo bando rival, os ladrões de Borka. Um dia Ronja conhece Birk, o filho de Borka, capitão dos ladrões hostis.  Ronja e Birk tornam-se amigos, muito contra a vontade de seus pais. Como o conflito entre os dois clãs aumenta, Ronja e Birk escapam e começam a viver juntos em uma caverna na floresta. O desejo de Mattis para obter sua filha de volta faz o Mattis procurar contatos com seu rival Borka e acaba aos poucos com a rivalidade entre os bandidos. O livro é uma parábola sobre afetos e conflitos na infância entre pai e filha, a descoberta da independência e do amor, a sabedoria da vida em contato com a natureza, e à tolerância em seu sentido mais amplo.

## Filmes e musicais

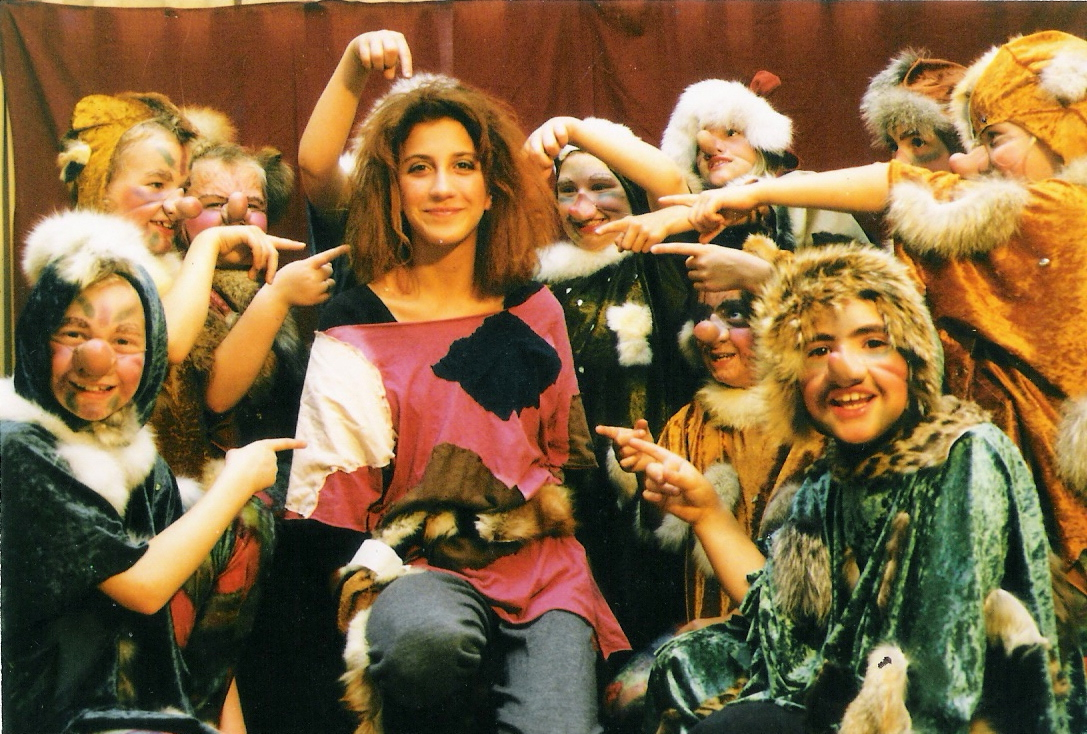
Ronja na mata (musical de Axel Bergstedt)

O livro foi filmado em 1984 com grande sucesso por Tage Danielsson para o cinema; o filme se mostra em alguns países na televisão como minissérie.
Existem várias versões para teatro. Em 1994 estreou em Szczecin, Polonia, e Hamburgo, Alemanha o musical "Ronja Räubertochter" (Ronja, filha de ladrão) do compositor Axel Bergstedt com orquestra e mais de cem participantes, na língua alemã.
Em 2014, o estudio japonês de animação Studio Ghibli adaptou o livro em formato de série de TV (o que é considerado uma novidade, já que são especializados em filmes.) feito em CGI co-produzido pelo Polygon Pictures e dirigito pleo Goro Miyazaki.

## Literatura
- Astrid Lindgren: Ronja la hija del bandolero Editoral Juventud, ISBN 978-84-261-3386-1.